# Leffard
Leffard település Franciaországban, Calvados megyében. Lakosainak száma 209 fő (2022. január 1.). Leffard Martigny-sur-l’Ante, Saint-Germain-Langot, Ussy és Villers-Canivet községekkel határos.

## Népesség
A település népességének változása:
| Lakosok száma | 147  | 180  | 183  | 158  | 191  | 194  | 204  | 216  | 219  | 209  |
|               | 1968 | 1982 | 1990 | 2006 | 2013 | 2015 | 2017 | 2019 | 2020 | 2022 |